# KV Mechelen
Der KV Mechelen ist ein belgischer Fußballverein aus der Stadt Mechelen. Der Verein wurde 1904 gegründet und trägt die Farben gelb und rot.

## Geschichte
Der Verein wurde viermal belgischer Meister und hatte seine größten Erfolge Ende der 1980er Jahre mit finanzieller Unterstützung von John Cordier. Trainer in dieser Zeit war Aad de Mos. Höhepunkt war der Gewinn des Europapokals der Pokalsieger 1988. Das Finale in Straßburg wurde gegen Ajax Amsterdam mit 1:0 gewonnen. Bekannteste Spieler bei diesem Erfolg waren Michel Preud’homme, Graeme Rutjes, Erwin Koeman, Marc Emmers und Lei Clijsters.
2002 bekam der KV Mechelen schwere finanzielle Probleme. Eine Streichung aus dem Vereinsregister konnte durch eine Sammelaktion von Mark Uytterhoeven, Piet den Boer und Fi Van Hoof verhindert werden. Dennoch stieg der Verein in die Dritte Division ab. In der Saison 2004/05 wurde das Team dort Meister und stieg in die Zweite Division auf. In der Saison 2006/07 belegte der KV Mechelen den 2. Platz in der zweiten Liga und schaffte in der Aufstiegsrunde die Rückkehr in die Erste Division.
Ende Januar 2018 stand der KV Mechelen dort in der Saison 2017/18 in der Tabelle auf den letzten Platz. Als neuer Trainer wurde der Niederländer Dennis van Wijk verpflichtet. Am Ende der Hauptrunde belegte der Verein aufgrund einer um ein Tor schlechteren Tordifferenz, den letzten Platz und stieg daher in die Zweite Division ab.
In dieser hatte Mechelen im Folgejahr am 20. August 2018 nach drei Spielen nur zwei Punkten zum Saisonstart. Im gegenseitigen Einvernehmen trennte sich der Verein von van Wijk als Trainer und verpflichtete Wouter Vrancken als neuer Trainer. Dieser erhielt einen Zweijahresvertrag. Unter seiner Führung belegte die Mannschaft in der ersten Tranche Platz 1 und nahm somit an den Aufstiegsspielen teil. Diese gewann sie gegen den Ersten der zweiten Tranche, KFCO Beerschot Wilrijk, sodass der direkte Wiederaufstieg gelang. Zugleich konnte der Verein in dieser Saison den belgischen Fußballpokal gewinnen. Daraufhin verlängert der Verein den Vertrag mit Vrancken auf unbestimmte Zeit.
In der Saison 2019/20 kämpfte Mechelen am Ende der Hauptrunde mit dem KRC Genk und dem RSC Anderlecht um Platz 6 in der Tabelle, der die Teilnahmeberechtigung an den Meister-Play-offs bedeutet hätte. Bei Abbruch der Saison infolge der COVID-19-Pandemie nach dem 29. Spieltag stand Mechelen auf Platz 6. Allerdings hatte der Verein fünf Punkte weniger als Platz 5, der die Teilnahmeberechtigung an der Europe League gebracht hätte.
In der Folgesaison erreichte der Verein, nachdem er weitgehend in der unteren Tabellenhälfte gestanden hatte, am Ende der Hauptrunde mit einem Punkt Vorsprung Platz 8, der zur Teilnahme an den Europa-Play-Off berechtigte. Eine Qualifikation zur Conference League gelang aber nicht, nachdem das letzte Play-off-Spiel gegen den KAA Gent verloren wurde. Ein Remis hätte Mechelen erreicht. In der Saison 2021/22 erreichte Mechelen in der Hauptrunde den 7. Platz und nahm somit an den Europa-League-Play-off teil. Dort hatte man aber bereits nach dem 3. Spiel keine Chance mehr, Platz 1 der Play-off und damit das Entscheidungsspiel um den letzten Qualifikationsplatz zu erreichen. Verein und Trainer Wouter Vrancken vereinbarten eine Beendigung der Zusammenarbeit zum Saisonende, was sie eine Woche vorher bekanntgaben. Anfang Juni 2022 wurde Danny Buijs als neuer Trainer verpflichtet.
Nachdem Mechelen nach dem 12. Spieltag der Saison 2022/23 Platz 14 von 18 belegte und nur einen Punkt Vorsprung vor den Abstiegsplätzen hatte, wurde beschlossen, Buijs als Trainer zu entlassen und den bisherigen Co-Trainer und früheren Spieler von Mechelen Steven Defour zum neuen Haupttrainer zu befördern. Die Saison wurde schließlich auf Platz 12 mit 13 Punkten Vorsprung vor einem Abstiegsplatz beendet.
In der Saison 2023/24 stand der Verein nach zwölf von 30 Spieltagen auf Platz 14, was zum Saisonschluss die Teilnahme an den Play-down bedeuten würde. Zudem schied Mechelen im Sechzehntelfinale des Pokals gegen den FC Knokke, einem Verein aus der 1. Division Amateure im Elfmeterschießen aus. Darauf trennen sich Verein und Defour im gegenseitigen Einvernehmen. Die Trainingsleitung übernahm vorläufig der bisherige Co-Trainer Fred Vanderbiest.
Der Verein trägt seine Heimspiele im AFAS-Stadion, das 17.500 Zuschauern Platz bietet, aus.

## Aufstieg 2019
Am 1. Juni 2019 entschied der Beschwerdeausschuss der Belgischen Fußballunion, Mechelen wegen der Manipulation des Spieles KV Mechelen gegen Waasland-Beveren am 11. März 2018 in der Saison 2017/18 der Ersten Division, den Aufstieg in die Erste Division abzuerkennen. Mechelen sollte in der Saison 2019/20 in der Division 1B verbleiben und außerdem nicht an der Europa League teilnehmen dürfen. Ferner wurde der Verein in der Saison 2019/20 auch von der Teilnahme am Belgischen Fußballpokal ausgeschlossen. Vier Verantwortliche des Vereins wurden für zehn bzw. sieben Jahre für alle Aktivitäten im Bereich der Belgischen Fußballunion gesperrt. Anstelle von Mechelen sollte der Verlierer der Aufstiegsspiele, der KFCO Beerschot Wilrijk, in die Erste Division aufsteigen.
Gegen diese Entscheidung legte der Verein am 6. Juni 2019 Beschwerde beim belgischen Schiedsgericht für den Sport ein. Am 17. Juli 2019 entschied das Gericht, dass es beim Aufstieg in die Division 1 A blieb, und zwar ohne Punktabzug. Allerdings wurde Mechelen in der Saison 2019/20 vom belgischen Pokal und von der Europa League ausgeschlossen. Am Tag davor hatte die UEFA entschieden, den KV Mechelen vorläufig für die Gruppenphase der Europa League zuzulassen. Diese Zulassung wurde nun widerrufen. 
Bereits bevor dieses Urteil des Schiedsgerichtes vorlag, entschlossen sich Olivier Somers als einer der beiden Hauptaktionäre sowie Sportdirektor Stefaan Vanroy am 1. Juli 2019, alle Ämter beim KV Mechelen niederzulegen.

## Vereinsänderungen
- 1904: FC Malines
- 1929: Royal FC Malines
- 1953: KFC Malines
- 1970: KV Mechelen
- 2003: Yellow-Red KV Mechelen

## Erfolge
- Belgischer Meister (4)
  - 1942/43, 1945/46, 1947/48, 1988/89
- Belgischer Pokalsieger (2)
  - 1986/87, 2018/19
- Europapokalsieger der Pokalsieger (1)
  - 1987/88
- UEFA-Super-Cup-Sieger (1)
  - 1988

## Europapokalbilanz
| Saison  | Wettbewerb                    | Runde         | Gegner              | Gesamt | Hin              | Rück             |
| ------- | ----------------------------- | ------------- | ------------------- | ------ | ---------------- | ---------------- |
| 1987/88 | Europapokal der Pokalsieger   | 1. Runde      | Dinamo Bukarest     | 3:0    | 1:0 (H)          | 2:0 (A)          |
| 1987/88 | Europapokal der Pokalsieger   | 2. Runde      | FC St. Mirren       | 2:0    | 0:0 (H)          | 2:0 (A)          |
| 1987/88 | Europapokal der Pokalsieger   | Viertelfinale | FK Dinamo Minsk     | 2:1    | 1:0 (H)          | 1:1 (A)          |
| 1987/88 | Europapokal der Pokalsieger   | Halbfinale    | Atalanta Bergamo    | 4:2    | 2:1 (H)          | 2:1 (A)          |
| 1987/88 | Europapokal der Pokalsieger   | Finale        | Ajax Amsterdam      | 1:0    | 1:0 in Straßburg | 1:0 in Straßburg |
| 1988/89 | Europapokal der Pokalsieger   | 1. Runde      | FC Avenir Beggen    | 8:1    | 5:0 (H)          | 3:1 (A)          |
| 1988/89 | Europapokal der Pokalsieger   | 2. Runde      | RSC Anderlecht      | 3:0    | 1:0 (H)          | 2:0 (A)          |
| 1988/89 | Europapokal der Pokalsieger   | Viertelfinale | Eintracht Frankfurt | 1:0    | 0:0 (A)          | 1:0 (H)          |
| 1988/89 | Europapokal der Pokalsieger   | Halbfinale    | Sampdoria Genua     | 2:4    | 2:1 (H)          | 0:3 (A)          |
| 1989/90 | Europapokal der Landesmeister | 1. Runde      | Rosenborg Trondheim | 5:0    | 0:0 (A)          | 5:0 (H)          |
| 1989/90 | Europapokal der Landesmeister | 2. Runde      | Malmö FF            | 4:1    | 0:0 (A)          | 4:1 (H)          |
| 1989/90 | Europapokal der Landesmeister | Viertelfinale | AC Mailand          | 0:2    | 0:0 (H)          | 0:2 n. V. (A)    |
| 1990/91 | UEFA-Pokal                    | 1. Runde      | Sporting Lissabon   | 2:3    | 0:1 (A)          | 2:2 (H)          |
| 1991/92 | UEFA-Pokal                    | 1. Runde      | PAOK Thessaloniki   | 1:2    | 1:1 (A)          | 0:1 (H)          |
| 1992/93 | UEFA-Pokal                    | 1. Runde      | Örebro SK           | 2:1    | 2:1 (H)          | 0:0 (A)          |
| 1992/93 | UEFA-Pokal                    | 2. Runde      | Vitesse Arnheim     | 0:2    | 0:1 (A)          | 0:1 (H)          |
| 1993/94 | UEFA-Pokal                    | 1. Runde      | IFK Norrköping      | 2:1    | 1:0 (A)          | 1:1 n. V. (H)    |
| 1993/94 | UEFA-Pokal                    | 2. Runde      | MTK Budapest FC     | 6:1    | 5:0 (H)          | 1:1 (A)          |
| 1993/94 | UEFA-Pokal                    | 3. Runde      | Cagliari Calcio     | 1:5    | 1:3 (H)          | 0:2 (A)          |

Gesamtbilanz: 37 Spiele, 18 Siege, 11 Unentschieden, 8 Niederlagen, 49:26 Tore (Tordifferenz +23)

## Kader Saison 2024/25
Stand: Saisonende
| Nr. |             | Position | Name              |
| --- | ----------- | -------- | ----------------- |
| 1   | Belgien     | TW       | Ortwin De Wolf    |
| 3   | Spanien     | AB       | José Marsà        |
| 4   | Belgien     | AB       | Toon Raemaekers   |
| 5   | Marokko     | AB       | Moncef Zekri      |
| 6   | Algerien    | AB       | Ahmed Touba       |
| 7   | Belgien     | MF       | Geoffry Hairemans |
| 8   | Guinea-a    | MF       | Mory Konaté       |
| 9   | Belgien     | ST       | Julien Ngoy       |
| 10  | Norwegen    | ST       | Petter Nosa Dahl  |
| 11  | Belgien     | ST       | Nikola Storm      |
| 13  | Belgien     | AB       | Zinho Vanheusden  |
| 14  | Belgien     | ST       | Benito Raman      |
| 16  | Belgien     | MF       | Rob Schoofs       |
| 17  | Algerien    | AB       | Rafik Belghali    |
| 19  | Schweden    | ST       | Kerim Mrabti      |
| 20  | Deutschland | ST       | Lion Lauberbach   |

| Nr. |                              | Position | Name                   |
| --- | ---------------------------- | -------- | ---------------------- |
| 21  | Schottland                   | AB       | Stephen Welsh          |
| 22  | Spanien                      | TW       | Nacho Miras            |
| 23  | Belgien                      | AB       | Daam Foulon            |
| 26  | Kongo Demokratische Republik | MF       | Noah Makanza           |
| 27  | Belgien                      | ST       | Keano Vanrafelghem     |
| 29  | Belgien                      | MF       | Bas Van den Eynden     |
| 30  | Belgien                      | AB       | Lukas Baert            |
| 31  | Belgien                      | TW       | Axel Willockx          |
| 31  | Belgien                      | TW       | Oskar Annell           |
| 32  | Elfenbeinküste               | MF       | Aziz Ouattara Mohammed |
| 33  | Schweden                     | MF       | Fredrik Hammar         |
| 35  | Belgien                      | MF       | Bilal Bafdili          |
| 36  | Ghana                        | MF       | Elton Yeboah           |
| 38  | Simbabwe                     | ST       | Bill Antonio           |
| 77  | Deutschland                  | ST       | Patrick Pflücke        |

## Trainer
Eine chronologische Übersicht der Trainer des Vereins seit 1986:
| Amtszeit  | Nat.        | Trainer            |
| --------- | ----------- | ------------------ |
| 1986–1989 | Niederlande | Aad de Mos         |
| 1989–1990 | Niederlande | Ruud Krol          |
| 1990–1991 | Belgien     | Fi Van Hoof        |
| 1991–1992 | Belgien     | Georges Leekens    |
| 1992–1994 | Belgien     | Fi Van Hoof        |
| 1994–1995 | Belgien     | Walter Meeuws      |
| 1995–1996 | Belgien     | Willy Reynders     |
| 1997–1998 | Belgien     | Franky Vercauteren |
| –         | –           | –                  |
| 2002–2003 | Belgien     | Stéphane Demol     |

| Amtszeit        | Nat.        | Trainer                 |
| --------------- | ----------- | ----------------------- |
| 2002–2004       | Belgien     | Alexandre Czerniatynski |
| –               | –           | –                       |
| 2014            | Belgien     | Franky Vercauteren      |
| –               | –           | –                       |
| 01.2018–08.2018 | Niederlande | Dennis van Wijk         |
| 08.2018–05.2022 | Belgien     | Wouter Vrancken         |
| 06.2022–10.2022 | Niederlande | Danny Buijs             |
| 10.2022–11.2023 | Belgien     | Steven Defour           |
| 11.2023         | Belgien     | Fred Vanderbiest        |
| 11.2023–        | Kosovo      | Besnik Hasi             |

## Bekannte Spieler
- Philippe Albert (1988–91)
- Kennet Andersson (1991–94)
- Glen De Boeck (1992–95)
- Piet den Boer (1982–89)
- John Bosman (1988–90)
- Bert De Cleyn (1933–55)
- Lei Clijsters (1986–92)
- Henri Coppens (1935–55)
- Theo Custers (1983–86)
- Alexandre Czerniatynski (1993–96)
- Kamiel Van Damme (1961–74)
- Geert Deferm (1983–85, 1986–94)
- René Eijkelkamp (1990–93)
- Marc Emmers (1987–92)
- Sofiane Hanni (2014–16)
- August Hellemans (1926–38)
- Wim Hofkens (1986–91)
- Klas Ingesson (1990–93)
- Erwin Koeman (1985–90)
- Frank Leen (1988–97)
- Eli Ohana (1987–90)
- Michel Preud'homme (1986–94)
- Mats Rits (2013–18)
- Graeme Rutjes (1985–90)
- Koen Sanders (1984–95)
- Bruno Versavel (1988–92)
- Björn Vleminckx (2006–09)
- Marc Wilmots (1988–91)
- Seth De Witte (2010–19)

## Vereinswappenhistorie

Wappen seit 1989